# Rossia brachyura
Rossia brachyura  (лат.) — вид головоногих моллюсков рода Rossia из семейства сепиолиды (Sepiolidae).

## Распространение
Атлантический океан (западная часть), включая Карибское море (Большие и Малые Антильские острова).

## Описание
Мелкие головоногие моллюски. От близких видов рода отличается расположением присосок на булаве примерно в 16 рядов, а также заходящим за передний край мантии передним краем плавников.
Щупальцы с расширенной неизогнутой булавой. Гектокотилизированы обе спинные руки. Гладиус развит. Светящиеся органы на чернильном мешке и папиллоивидные железы по бокам прямой кишки отсутствуют. Голова и передний край мантии не срастаются на спинной стороне. Вид был впервые описан в 1883 году американским зоологом Эддисоном Эмери Верриллом (Addison Emery Verrill; 1839—1926).
Включен в список Международной Красной книги МСОП в статусе DD (Data Deficient).